# 贾里德·库什纳
賈里德·科里·庫什納（英語：Jared Corey Kushner，1981年1月10日—），美国商人、投資人、政治人物。配偶為伊万卡·特朗普，第45、47任美國總統當勞·特朗普的女婿。

## 生平
賈里德·庫什納是地產商查爾斯·庫什納和瑟里尔·库什纳的長子，在新澤西州正統猶太家庭長大。1999年畢業於Frisch School，在校期間為辯論社、曲棍球隊和籃球隊的成員。
2006年，庫什納買下了紐約本地老牌報業《紐約觀察家》。2008年，他开始擔任庫什納房地產企業的CEO。
2015年，庫什納被Fortune雜誌評選為「40位40歲以下最具影響力商業人物」。
2016年11月，庫什納接受福布斯雜誌的專訪，登上了美國福布斯雜誌的封面。
2017年1月20日，庫什納擔任總統唐納·川普的高級顧問。3月27日，兼任美國創新辦公室主任。

## 外界評價
2017年，94歲的美國前國務卿與現實主義戰略家季辛吉於《火與怒》書中專訪表示，川普主政以來的一些匪夷所思政策與白宮中一些事件，其實根源看懂就不難理解，也就是白宮內正發生一場「猶太人與非猶太人戰爭」，川普內心的策略是將库什纳打造成猶太救世主，讓他扮演「以色列最偉大保護者」的歷史性角色，而共和黨內其他意圖憑藉政治資歷與輩分佔據此劇本中的主要角色者（例如斯蒂芬·班農）就會與川普一家發生一場宮廷大戰，最終理當由擁有總統地位的川普和库什纳護勝，之後這劇本就會繼續推進下去，而川普為何需要這個劇本，意圖達成什麼世界性或個人政治目的，所有人都只能看下去才知道結局。